# Schloss Leiben

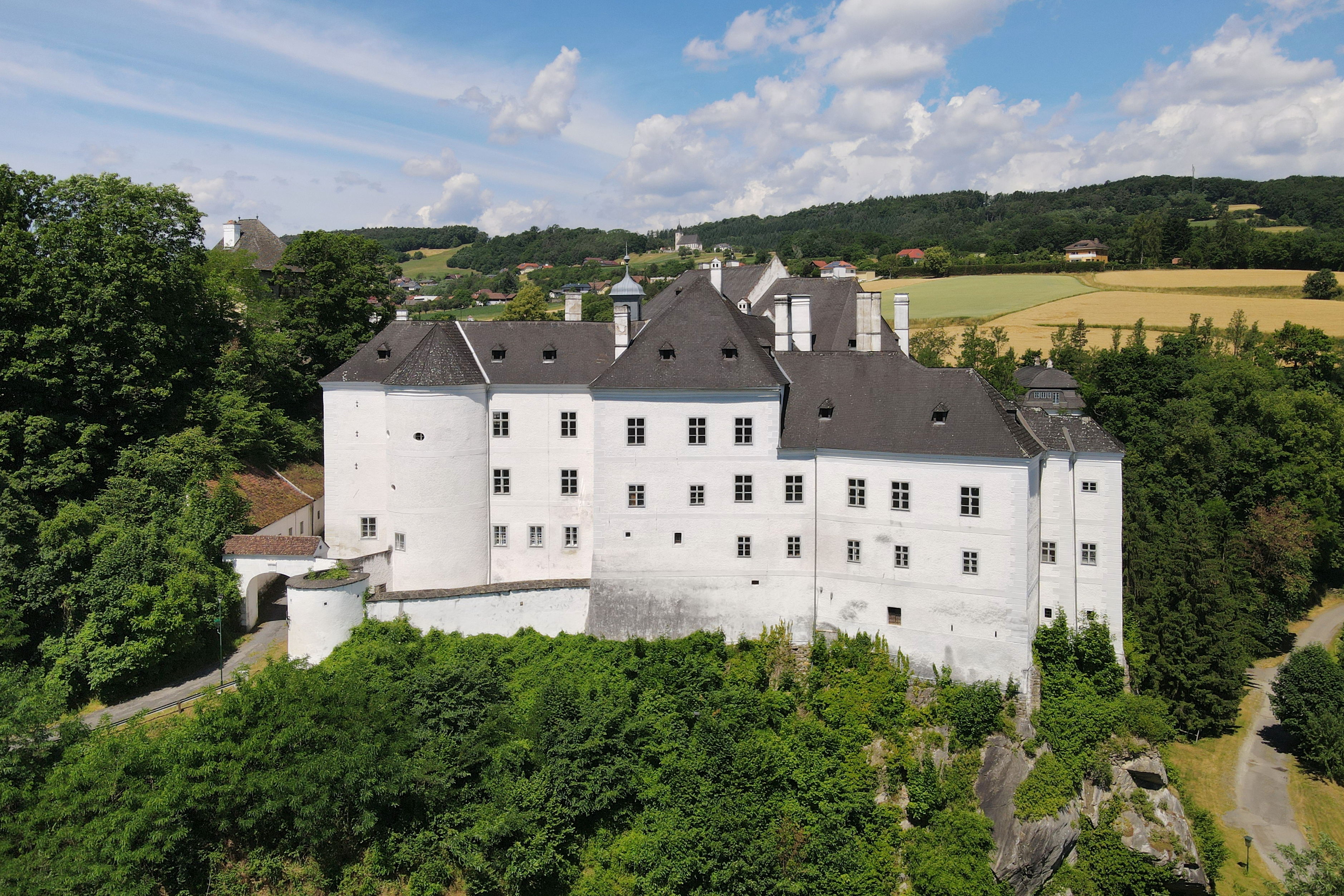
Schloss Leiben

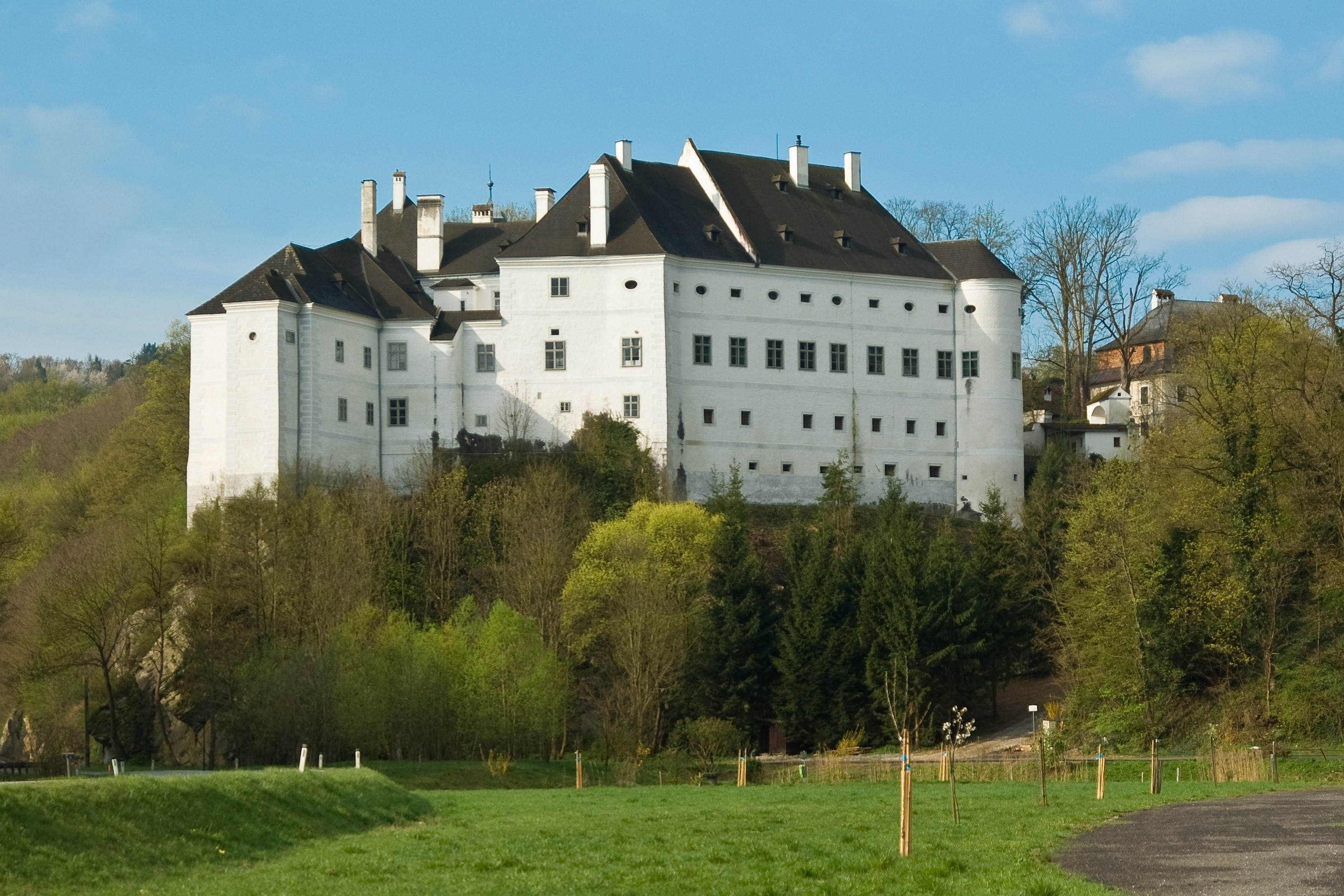
Nordostansicht

Das Schloss Leiben befindet sich in der namensgebenden Marktgemeinde Leiben in Niederösterreich.

## Geschichte
Um 1113 wurde das Schloss von den Rittern von Leiben erbaut, die hier bis 1332 lebten. 1617 wurde es an Hans Christian Geyer von Osterburg verkauft. Unter dessen Herrschaft erhielt das Schloss seine heutige Gestalt. Die Hochburg bildet ein viergeschoßiger unregelmäßiger Bau mit Türmen und einem fünfeckigen Arkadenhof mit Uhrturm sowie einem weiteren kleinen Innenhof. Die kulturell bedeutenden Kassettendecken aus dem 17. Jahrhundert im Bet- und Rittersaal sind das Werk eines unbekannten Künstlers. Sie zeigen mythologische und allegorische Szenen sowie geistliche Andachtsbilder. 1796 kam das Schloss in kaiserlich-königlichen Familienbesitz. Dieser Familienfond diente zur Versorgung der Familienmitglieder und wurde mit einem Teil des Vermögens von Kaiser Franz I ins Leben gerufen. Die Generaldirektion des Fonds wurde eine selbständige Behörde. Im Schloss Luberegg bei Emmersdorf, wurde ein Inspektorat für die Verwaltung der Herrschaften des Familienfonds im südlichen Waldviertel eingerichtet. Im nahegelegenen Schloss Artstetten sind Bilder und Dokumente aus dieser Zeit erhalten. Nach dem Zusammenbruch der Österreichisch-Ungarischen Monarchie wurde im Jahre 1919 der gesamte Besitz dem österreichischen Invalidenfond zur Verwaltung übergeben. Ab 1945 war es in der Verwaltung der Österreichischen Bundesforste.
Im Jahr 1989 wurde das Schloss von der Marktgemeinde Leiben erworben. Nach einer Sanierung wird es nun regelmäßig für Veranstaltungen genützt.

## Museum
Auf vier Geschoßen des Körnerbodentraktes sowie im Gewölbekeller des Schlosses befindet sich ein Landtechnikmuseum. Auf rund 1000 m² zeigt es landwirtschaftliche Zugmaschinen ab 1910 samt Zubehör sowie zahlreiche Modelle und eine Dokumentation der historischen Entwicklung der Landtechnik, aber auch eine umfassende Waagenausstellung. Eröffnet wurde es 1991, nachdem zuvor 1989 die Gemeinde Leiben das Schloss von der Bundesforste kaufte. Ursprünglich war die Bezeichnung „Traktorveteranenmuseum“, 1994 erfolgte die Umbenennung in „Landtechnik-Museum“ und seit 2019 ist die Bezeichnung „Österreichisches Landwirtschaftsmuseum Europaschloss Leiben“.

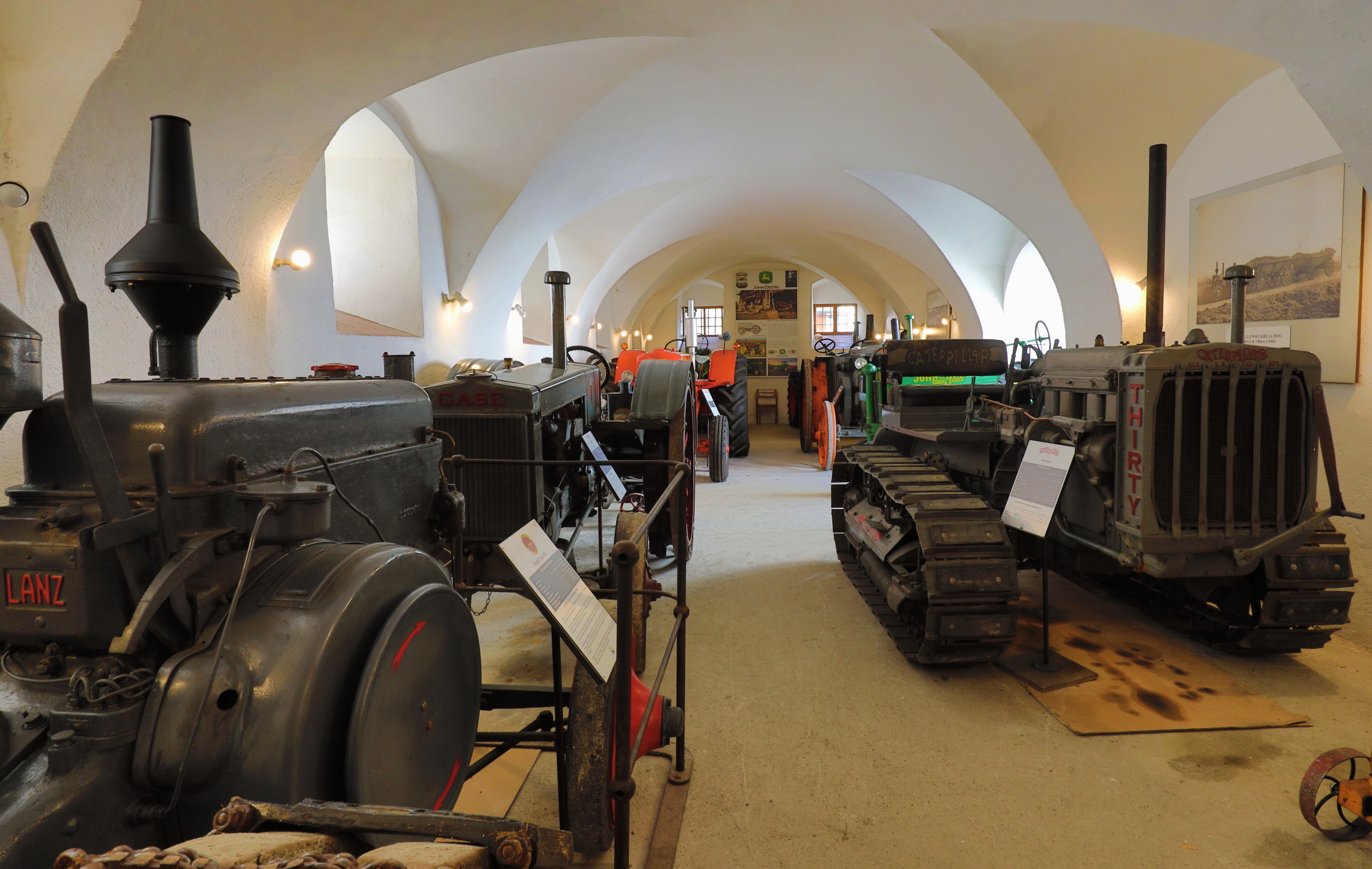
Schauraum mit Traktoren
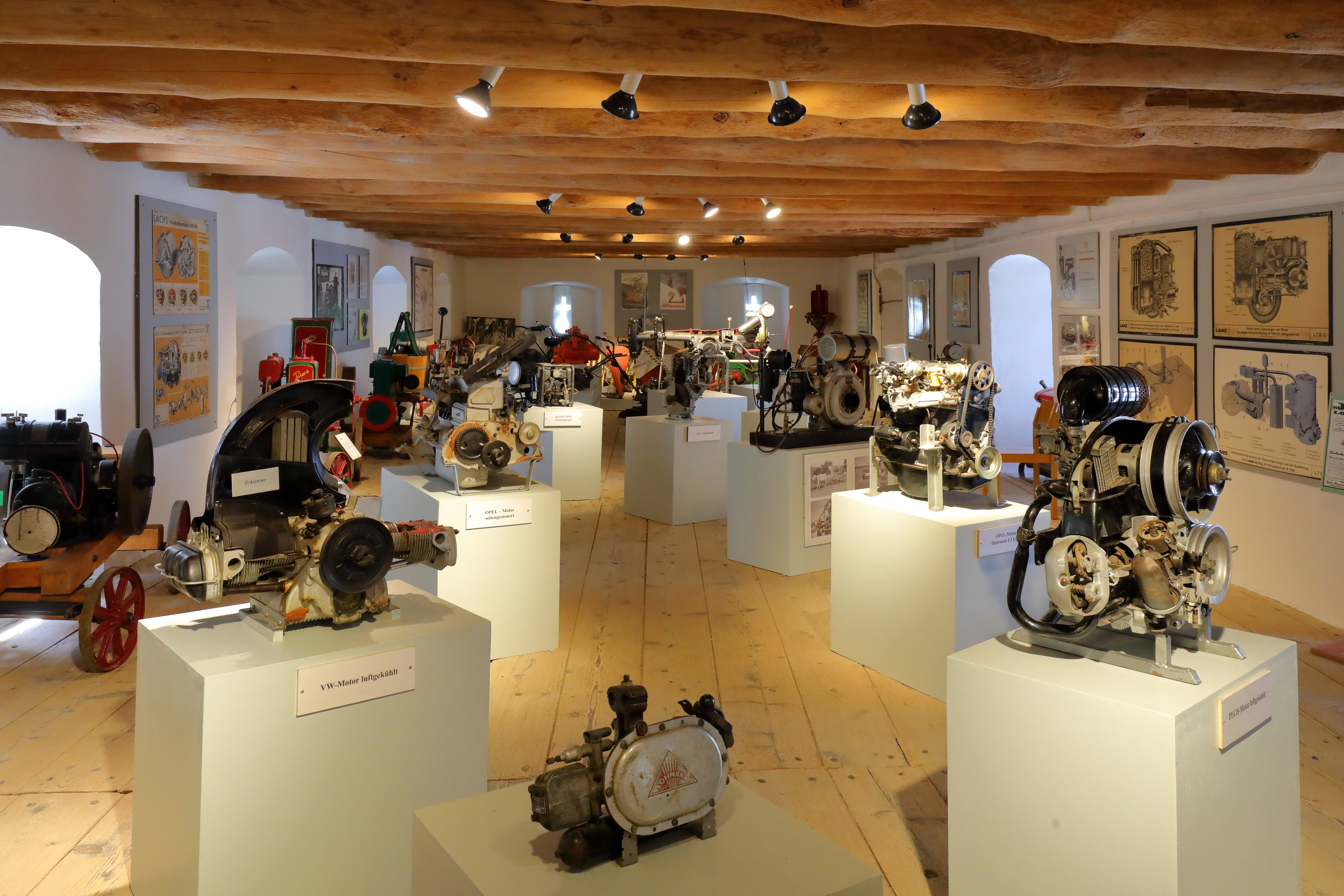
Schauraum mit Motoren
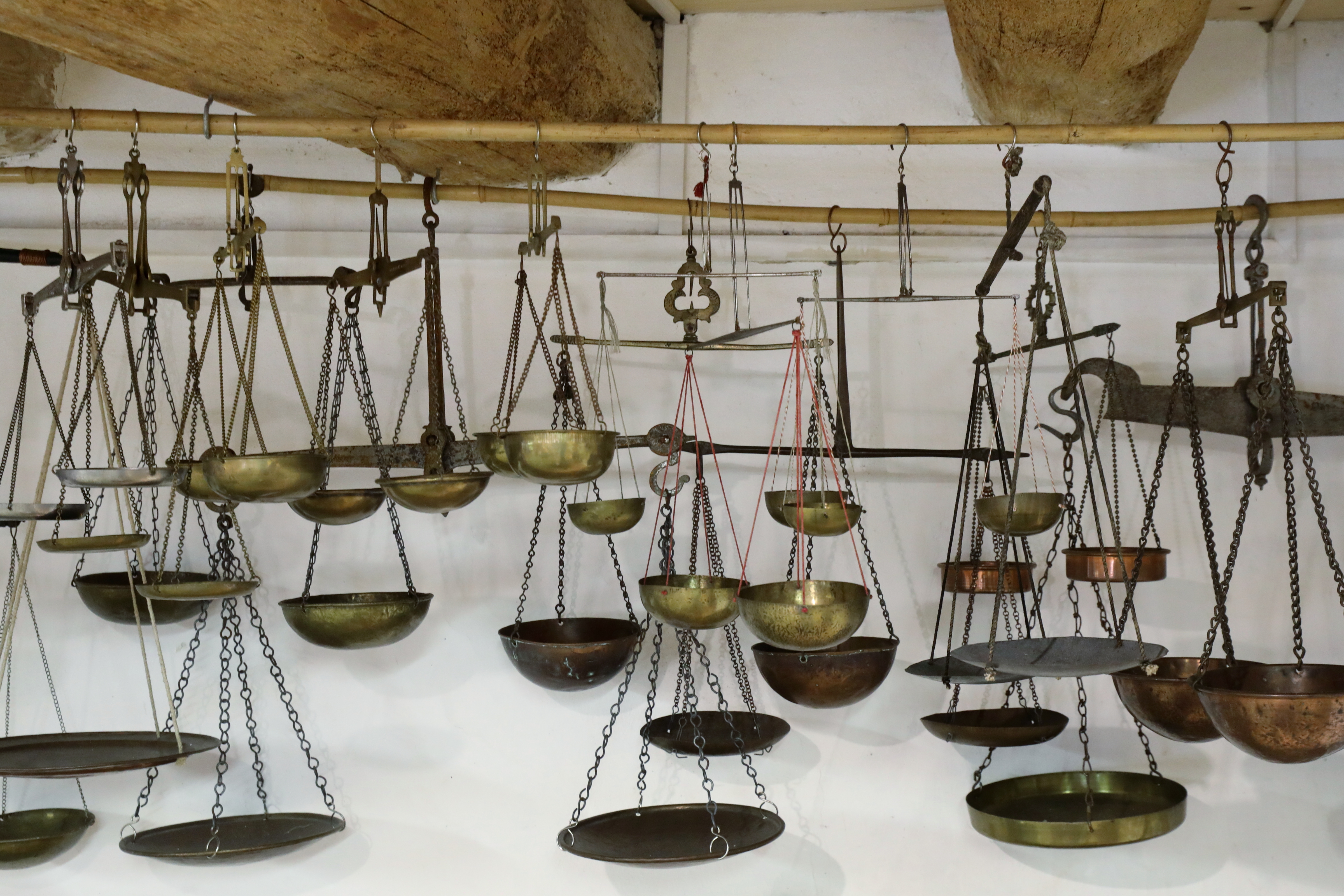
Balkenwaagen in einem der Museumsräume